# Клавдиеви букви
Клавдиевите букви носят името на разработилия и въвелия ги в употреба римски император Клавдий (41—54 г. сл. Хр). Той включва в тогавашната азбука на латинския език следните три букви:
- Ↄ, ↄ или „обратно C“ (antisigma), замествайки буквосъчетанията BS и PS, подобно на употребата на X вместо съчетанията CS и GS. Промяната е вдъхновена от гръцката буква пси (Ψ) и обозначавания от нея звук [ps]. Обликът на буквата е оспорван, тъй като не е открит съдържащ я оцелял надпис. Един от другите възможни знаци представлява две долепени гръб до гръб C-та, а Ревило П. Оливър изтъква, че Клавдий би създал буквата да прилича на аркадийския вариант на гръцкото пси ;
- Ⅎ, ⅎ или „обърнато F“ (digamma inversum), обозначавайки съгласната W/V, вероятно вдъхновено от гръцката буква дигама  [w];
- Ⱶ, ⱶ или „полу-H“, предаваща т.нар. звук sonus medius – кратък гласен звук между U и I [ʏ˘, ɪ] преди устнени съгласни в латински думи като optumus/optimus. По-късно използвана като разновидност на Y (гръцкия ипсилон в думи като „Olympicus“), вероятно вдъхновена от облика на хета () — ранната форма на тежкото придихание дасия (spiritus asper).

Въпроснтие букви се използват, макар и доста оскъдно, в обществените надписи по време на Клавдиевото владичество, но употребата им отмира след смъртта му. Обликът на знаците вероятно е избран да наподобява вече съществуващи букви, за да се улесни добиването им на гражданственост.
Възможно е Клавдий да е бил подтикнат към тези промени от забележка, отправена към него от майка му Антония Младша, че е също толкова малко вероятно той да стане император, колкото и да промени азбуката. Клавдий може и да е бил вдъхновен от един от своите предци — цензор Апий Клавдий Цек, който променя ранната латинска азбука. Клавдий наистина успява да наложи своите три букви по време на управлението си, използвайки доводите на Цек, запазени в записките на историка Тацит. С течение на времето, буквата Y се налага в латинската азбука, заемайки ролята на разполовеното „H“, което Клавдий неуспешно се опитва да наложи.
| „        | Novas etiam commentus est litteras tres ac numero veterum quasi maxime necessarias addidit; de quarum ratione cum privatus adhuc volumen edidisset, mox princeps non difficulter optinuit ut in usu quoque promiscuo essent. Exstat talis scriptura in plerisque libris ac diurnis titulisque operum. Превод: "Измислил три нови букви и ги прибавил към старите като твърде необходими; още като частно лице издал книга по този въпрос, а след като дошъл на власт, лесно успял да ги въведе в употреба. Тия букви съществуват в много книги, известия и надписи на постройки." | “ |
| Светоний | |   |

Обратното C се използва и като Римски цифриримска цифра.
Поддръжката на тези букви е включена в Уникод с версия 5.0.0. Кодировката е както следва:
| описание                           | буква | Уникод        | HTML              |
| ---------------------------------- | ----- | ------------- | ----------------- |
| Обърнато главно F Обърнато малко F | Ⅎ ⅎ   | U+2132 U+214E | &#8498; &#8526;   |
| Обратно главно C Обратно малко C   | Ↄ ↄ   | U+2183 U+2184 | &#8579; &#8580;   |
| Главна полу-H Малка полу-H         | Ⱶ ⱶ   | U+2C75 U+2C76 | &#11381; &#11382; |